# Virac (jezik)
Virac jezik (ISO 639-3: bln; južni catanduanes bicolano), jedan od bikolskih jezika kojim govori oko 85 000 ljudi (1981 SIL) na filipinskom otoku Luzon u provinciji Catanduanes. 
Virac je jedan od pet članova bikolskog makrojezika. prilično razumljiv jeziku sjeverna catanduanes [cts] 91%.

## Vanjske poveznice
- Ethnologue (14th)
- Ethnologue (15th)